# КНДР на зимних Олимпийских играх 2018
Корейская Народно-Демократическая Республика на зимних Олимпийских играх 2018 года была представлена 10 спортсменами в 2 видах спорта. КНДР и Южная Корея 17 января достигли соглашения о том, что на церемонии открытия и закрытия Олимпийских игр в Пхенчхане спортсмены этих стран совместно пройдут под единым флагом. 20 января в Лозанне прошла четырёхсторонняя встреча по вопросу выступления спортсменов из КНДР на Олимпийских играх, по итогам встречи была подписана декларация об участии. В играх примут участие 22 спортсмена, 24 члена делегации и 21 журналист из КНДР, причём 12 хоккеисток выступят в составе объединённой сборной Кореи.
8 февраля, за день до официальной церемонии открытия Олимпийских игр в Южной Корее, на площади имени Ким Ир Сена в Пхеньяне, столице КНДР, состоялся парад и митинг, посвященный 70-й годовщине со дня основания Корейской народной армии.

## Состав сборной
Горнолыжный спорт
1. Кан Сон Иль
2. Чхве Мён Гван
3. Ким Рён Хян

 Лыжные гонки
1. Пак Иль Чхоль
2. Хан Джун Гён
3. Ли Ён Гум

 Фигурное катание
1. Ким Чжу Сик
2. Рём Дэ Ок

 Шорт-трек
1. Ён Гван Бом
2. Чхве Ун Cун

## Результаты соревнований

### Коньковые виды спорта

#### Фигурное катание
Большинство олимпийских лицензий на Игры 2018 года были распределены по результатам выступления спортсменов в рамках чемпионата мира 2017 года. По его результатам корейская сборная осталась без лицензий. Для неквалифицированных стран последним шансом получить олимпийскую квоту было успешное выступление на турнире Nebelhorn Trophy, где было необходимо попасть в число 6 сильнейших в своей дисциплине. По итогам трёх дней соревнований корейским спортсменам удалось завоевать только одну лицензию. Её принесли Рём Дэ Ок и Ким Чжу Сик, занявшие шестое место в парном катании. 1 декабря стало известно, что корейская пара пропустила период регистрации и не будет допущена до Игр.
9 января, в результате переговоров двух Корей, было принято соглашение об участии КНДР в олимпийских играх. Для пары была выделена дополнительная квота, так как срок регистрация для участия в турнире истёк.
| Соревнование   | Спортсмены            | Короткая программа | Короткая программа | Произвольная программа | Произвольная программа | Всего        | Всего |
| Соревнование   | Спортсмены            | Сумма баллов       | Место              | Сумма баллов           | Место                  | Сумма баллов | Место |
| -------------- | --------------------- | ------------------ | ------------------ | ---------------------- | ---------------------- | ------------ | ----- |
| парное катание | Рём Дэ Ок Ким Чжу Сик | 69,40              | 11 Q               | 124,23                 | 12                     | 193,63       | 13    |

#### Шорт-трек
Квалификация на зимние Олимпийские игры в шорт-треке проходила по результатам четырёх этапов Кубка мира 2017/2018. Для спортсменов из КНДР МОК выделил две дополнительные квоты в соревнованиях у мужчин на дистанциях 500 м и 1500 м.
Мужчины
| Соревнование | Спортсмены    | Отборочный раунд | Отборочный раунд | Отборочный раунд | Четвертьфинал        | Четвертьфинал        | Четвертьфинал        | Полуфинал            | Полуфинал            | Полуфинал            | Финал                | Финал                | Итоговое место |
| Соревнование | Спортсмены    | Забег            | Результат        | Место            | Забег                | Результат            | Место                | Забег                | Результат            | Место                | Результат            | Место                | Итоговое место |
| ------------ | ------------- | ---------------- | ---------------- | ---------------- | -------------------- | -------------------- | -------------------- | -------------------- | -------------------- | -------------------- | -------------------- | -------------------- | -------------- |
| 500 метров   | Йонг Кван Бом | 7                | PEN              | PEN              | завершил выступление | завершил выступление | завершил выступление | завершил выступление | завершил выступление | завершил выступление | завершил выступление | завершил выступление | —              |
| 1500 метров  | Чхве Ун Cун   | 3                | 2:18,213         | 6                | завершил выступление | завершил выступление | завершил выступление | завершил выступление | завершил выступление | завершил выступление | завершил выступление | завершил выступление | 31             |

### Лыжные виды спорта

#### Горнолыжный спорт
Квалификация спортсменов для участия в Олимпийских играх осуществлялась на основании специального квалификационного рейтинга FIS по состоянию на 21 января 2018 года. Для спортсменов КНДР МОК выделил 3 дополнительные квоты, в соревнованиях по слалому и гигантскому слалому примут участие двое мужчин и одна женщина.
Мужчины
| Соревнование      | Спортсмены    | Скоростной спуск/ 1 спуск | Скоростной спуск/ 1 спуск | Слалом/ 2 спуск | Слалом/ 2 спуск | Всего   | Место | Отставание |
| Соревнование      | Спортсмены    | Время                     | Место                     | Время           | Место           | Всего   | Место | Отставание |
| ----------------- | ------------- | ------------------------- | ------------------------- | --------------- | --------------- | ------- | ----- | ---------- |
| слалом            | Чхве Мён Гван | 1:09,42                   | 51                        | 1:13,39         | 43              | 2:22,81 | 43    | +43,82     |
| слалом            | Кан Сон Иль   | 1:11,43                   | 52                        | DNF             | DNF             | —       | —     | —          |
| гигантский слалом | Кан Сон Иль   | 1:32,03                   | 84                        | 1:29,99         | 74              | 3:02,02 | 74    | +43,98     |
| гигантский слалом | Чхве Мён Гван | 1:38,67                   | 85                        | 1:33,34         | 75              | 3:12,01 | 75    | +53,97     |

Женщины
| Соревнование      | Спортсмены  | Скоростной спуск/ 1 спуск | Скоростной спуск/ 1 спуск | Слалом/ 2 спуск | Слалом/ 2 спуск | Всего   | Место | Отставание |
| Соревнование      | Спортсмены  | Время                     | Место                     | Время           | Место           | Всего   | Место | Отставание |
| ----------------- | ----------- | ------------------------- | ------------------------- | --------------- | --------------- | ------- | ----- | ---------- |
| слалом            | Ким Рён Хян | 1:18,17                   | 59                        | 1:19,81         | 54              | 2:37,98 | 54    | +59,35     |
| гигантский слалом | Ким Рён Хян | 1:40,22                   | 67                        | DSQ             | DSQ             | —       | —     | —          |

#### Лыжные гонки
Квалификация спортсменов для участия в Олимпийских играх осуществлялась на основании специального квалификационного рейтинга FIS по состоянию на 21 января 2018 года. Для получения олимпийской лицензии категории «A» спортсменам необходимо было набрать максимум 100 очков в дистанционном рейтинге FIS. При этом каждый НОК может заявить на Игры 1 мужчину и 1 женщины, если они выполнили квалификационный критерий «B», по которому они смогут принять участие в спринте и гонках на 10 км для женщин или 15 км для мужчин. Для спортсменов КНДР МОК выделил 3 дополнительные квоты категории «B» — две у мужчин и одну у женщин.
Мужчины
Дистанционные гонки
| Соревнование           | Спортсмены    | Результат | Место | Отставание |
| ---------------------- | ------------- | --------- | ----- | ---------- |
| 15 км свободным стилем | Хан Джун Гён  | 42:29,2   | 101   | +8:45,3    |
| 15 км свободным стилем | Пак Иль Чхоль | 43:43,4   | 107   | +9:59,5    |

Женщины
Дистанционные гонки
| Соревнование           | Спортсмены | Результат | Место | Отставание |
| ---------------------- | ---------- | --------- | ----- | ---------- |
| 10 км свободным стилем | Ли Ён Гум  | 36:40,4   | 89    | +11:39,9   |

### Хоккей

#### Женщины
20 января 2018 года было подписано соглашение между двумя корейскими государствами и МОК о создании совместной сборной в женском хоккее, куда войдут представительницы обоих государств.